# テンポ (イスラエルのビール会社)
テンポ（英語: Tempo Beer Industries）は、イスラエル最大のビールメーカーおよび第2位の飲料メーカーである。

## 製品

### ビール
テンポは3種類のペール・ラガーを製造している。
- ゴールドスター - 1985年の合併で買収。
- マカビー - 欧米でも販売されている。
- ネシャー・モルト（英語版） - アルコールとノンアルコールの両方が製造されている[1]。

ゴールドスター（ヘブライ語: גולדסטאר）は、1950年代から製造されているアルコール度数4.9%のペール・ラガーである。見た目は淡い黄金色だが、ダーク・ラガー・ビール（"בירה לאגר כהה"）として販売されている。2007年1月、テンポ社はイスラエルのモシェ・ダッツを起用したCMで、アルコール度数4％のゴールドスター・ライトを発売した。このビールは、イスラエルのネタニヤのチーフ・ラビによってカシュルート認定を受けている。
マカビー（ヘブライ語: מכבי）は、アルコール度数4.9％のペール・ラガーで、1968年に初めて醸造された。イスラエル国内で販売されているほか、アメリカやヨーロッパでも販売されている。
ネシャー・モルトは、イスラエルで最初に醸造された商業用ビールである。アルコールとノンアルコールの両方のスタイルで製造され、1935年から醸造されている。

### ソフトドリンク
テンポは、Jumpブランドでジュースベース飲料を製造しており、ペプシコのソフトドリンクの現地ボトラーでもある。

## 流通

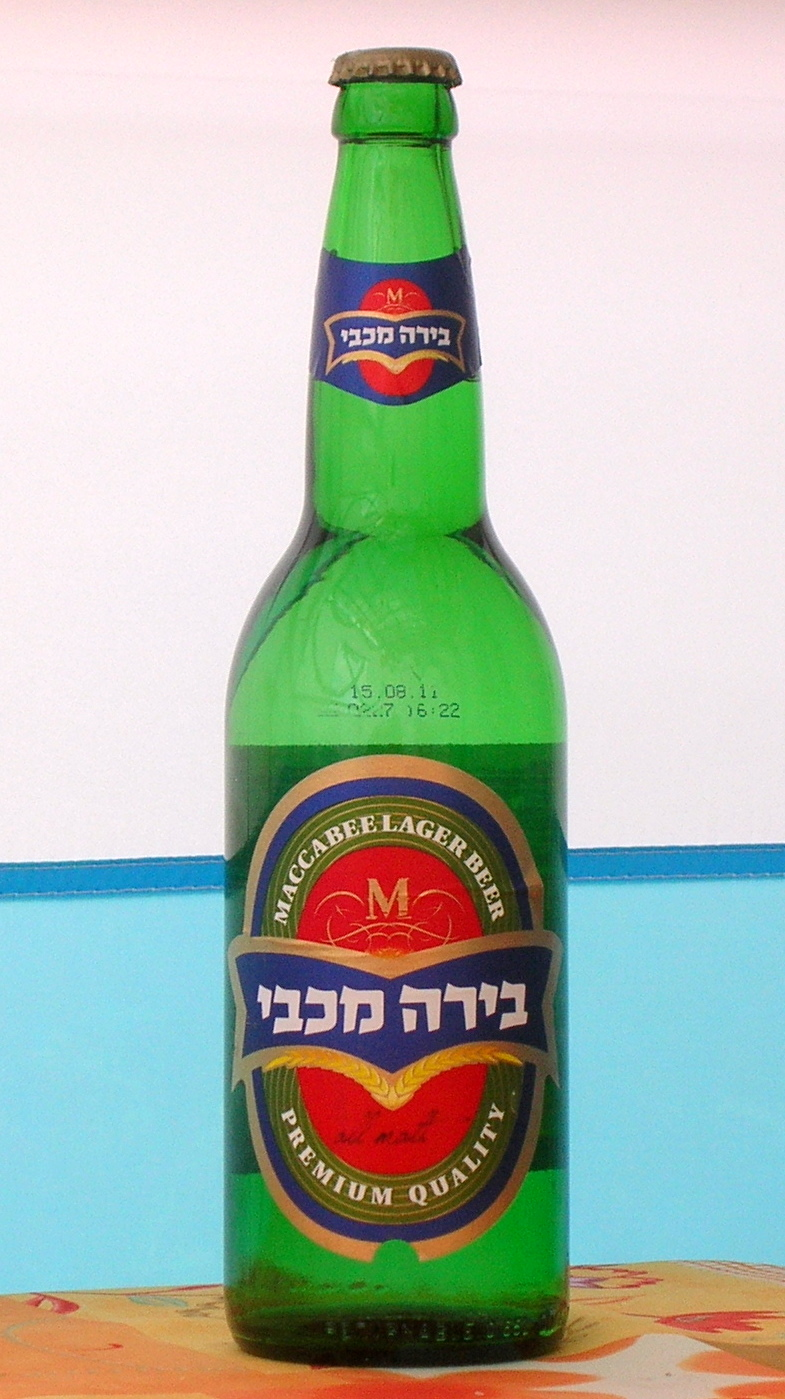
マカビーの瓶

1992年以来、テンポはハイネケンラガーの輸入代理店であり、2005年にはサミュエル・アダムス・ラガーのイスラエルにおける総代理店となった。ハイネケン・インターナショナルはテンポの40％の株式を所有し、本社はネタニヤにある。

## バルカン・ワインセラーズ
2004年9月、テンポはイスラエル第2位のワイナリーであるバルカン・ワイン・セラーの39％の支配権を取得した。バルカンはセガール・ブランドのワインを生産している。

## 大衆文化
- ゴールドスターは、デュラン・デュランが1981年に発表したアルバム『デュラン・デュラン』に収録された曲「テルアビブ」で言及されている[3]。

- アメリカの改革派ユダヤ人のサマーキャンプでは、Tempoの古いコマーシャルジングルがよく歌われる[4]。Tempoはかつてイスラエル最大のソフトドリンクブランドで、Tempo Kan-Kan (טמפו קן-קן)というオレンジやコーラなどいくつかのフレーバーを特徴とするドリンクのラインを持っていた。現在、テンポはペプシのイスラエルのボトラーである[5]。